# Gladiolentrips
De gladiolentrips (Thrips simplex) is een insect uit de familie van de gewone thripsen Thripidae. De wetenschappelijke naam van de soort is voor het eerst geldig gepubliceerd in 1930 door Morison als Physothrips simplex.

## Kenmerken
Het volwassen insect is bruinzwart, terwijl de nimfen lichtgeel zijn. De lichaamslengte bedraagt zo'n 2 mm.

## Leefwijze
Het leven van deze sapzuigende insecten speelt zich af aan de buitenkant van planten, de nimfen leven in bloemknoppen en bladkokers. Ze prefereren droge, warme omstandigheden. De aangetaste bloemen vertonen lichte vlekken, gespikkelde kroonbladen en bladeren door excrementen van de trips. Bij zware aantasting worden de bloemknoppen bruin en blijven de bloemen gesloten.

## Verspreiding en leefgebied
Deze oorspronkelijk uit Afrika stammende trips is nu ook ingeburgerd in Amerika en Europa op gladiolen, irissen en anjers.